# Fejervarya triora
Fejervarya triora é uma espécie de anfíbio anuro da família Dicroglossidae. Está presente na Tailândia. A UICN classificou-a como pouco preocupante.